# Hemträsket (Byske socken, Västerbotten)
Hemträsket är en sjö i Skellefteå kommun i Västerbotten och ingår i Byskeälven-Kågeälvens kustområde. Sjön har en area på 0,119 kvadratkilometer och ligger 43,8 meter över havet.

## Delavrinningsområde
Hemträsket ingår i det delavrinningsområde (721120-174414) som SMHI kallar för Utloppet av Hemträsket. Medelhöjden är 49 meter över havet och ytan är 1,23 kvadratkilometer. Det finns inga avrinningsområden uppströms utan avrinningsområdet är högsta punkten. Vattendraget som avvattnar avrinningsområdet har biflödesordning 2, vilket innebär att vattnet flödar genom totalt 2 vattendrag innan det når havet efter 15 kilometer. Avrinningsområdet består mestadels av skog (42 procent) och öppen mark (11 procent). Avrinningsområdet har 0,12 kvadratkilometer vattenytor vilket ger det en sjöprocent på 9,6 procent. Bebyggelsen i området täcker en yta av 0,37 kvadratkilometer eller 30 procent av avrinningsområdet.